# Jacob Bakema

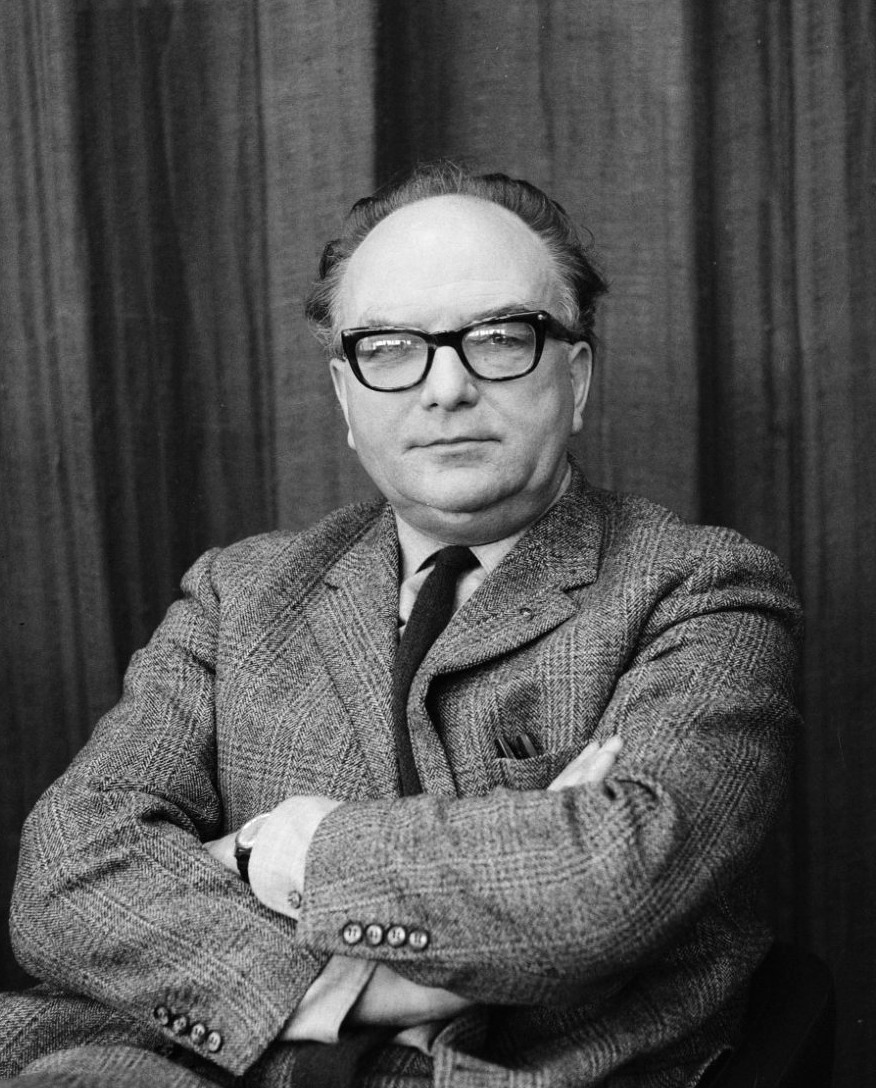
Jacob Bakema, 1966

Jacob Berend Bakema (* 3. März 1914 in Groningen; † 20. Februar 1981 in Rotterdam) war ein niederländischer Architekt. Auf ihn und seinen Büropartner Johannes Hendrik van den Broek gehen zahlreiche große städtebauliche Projekte in Norddeutschland und den Niederlanden zurück. Er war Teilnehmer der CIAM-Architekturkongresse und Mitglied des Team 10, einer von 1953 bis 1981 bestehenden Architektengruppe.

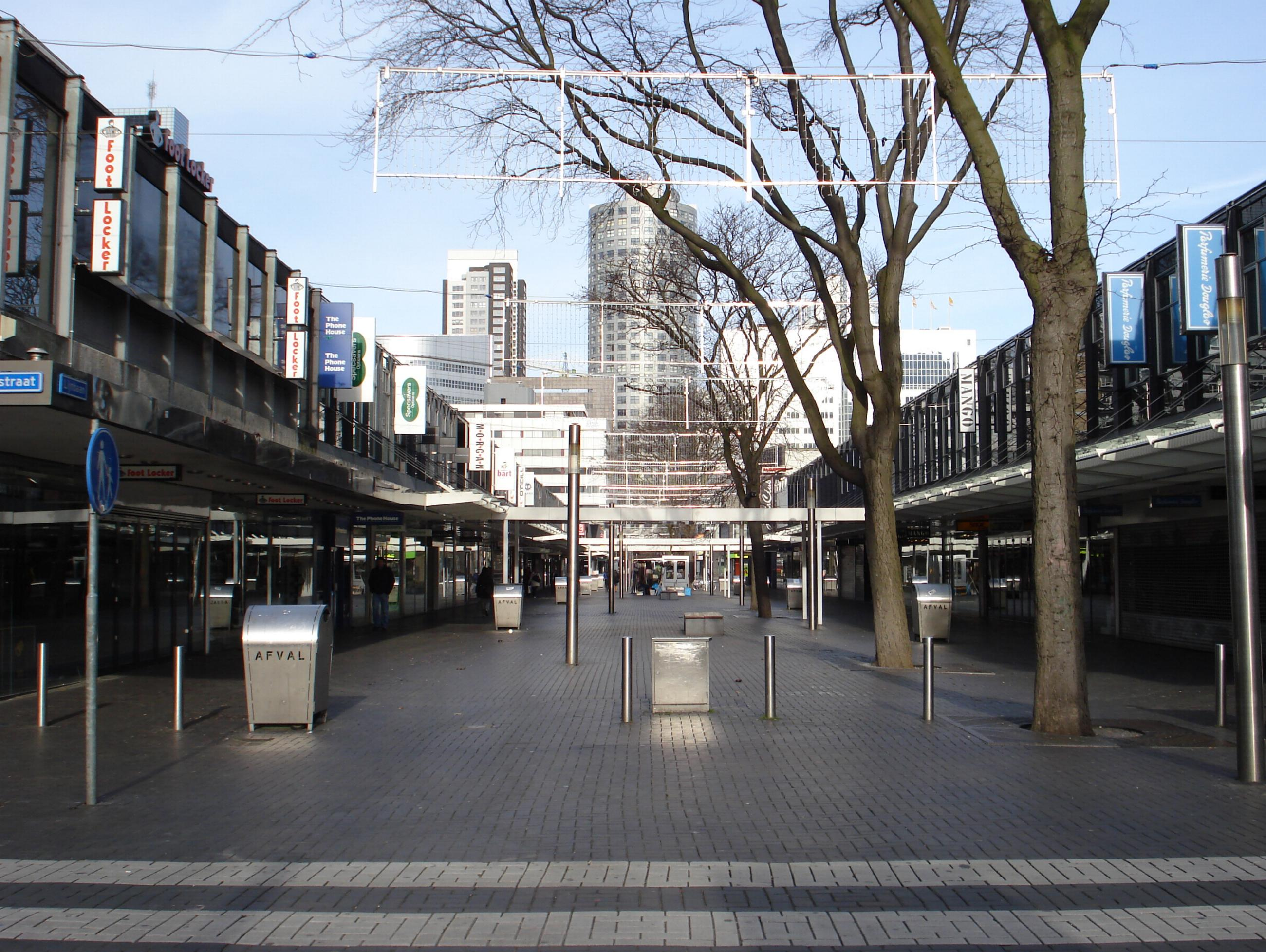
Fußgängerzone Lijnbaan in Rotterdam (1950)

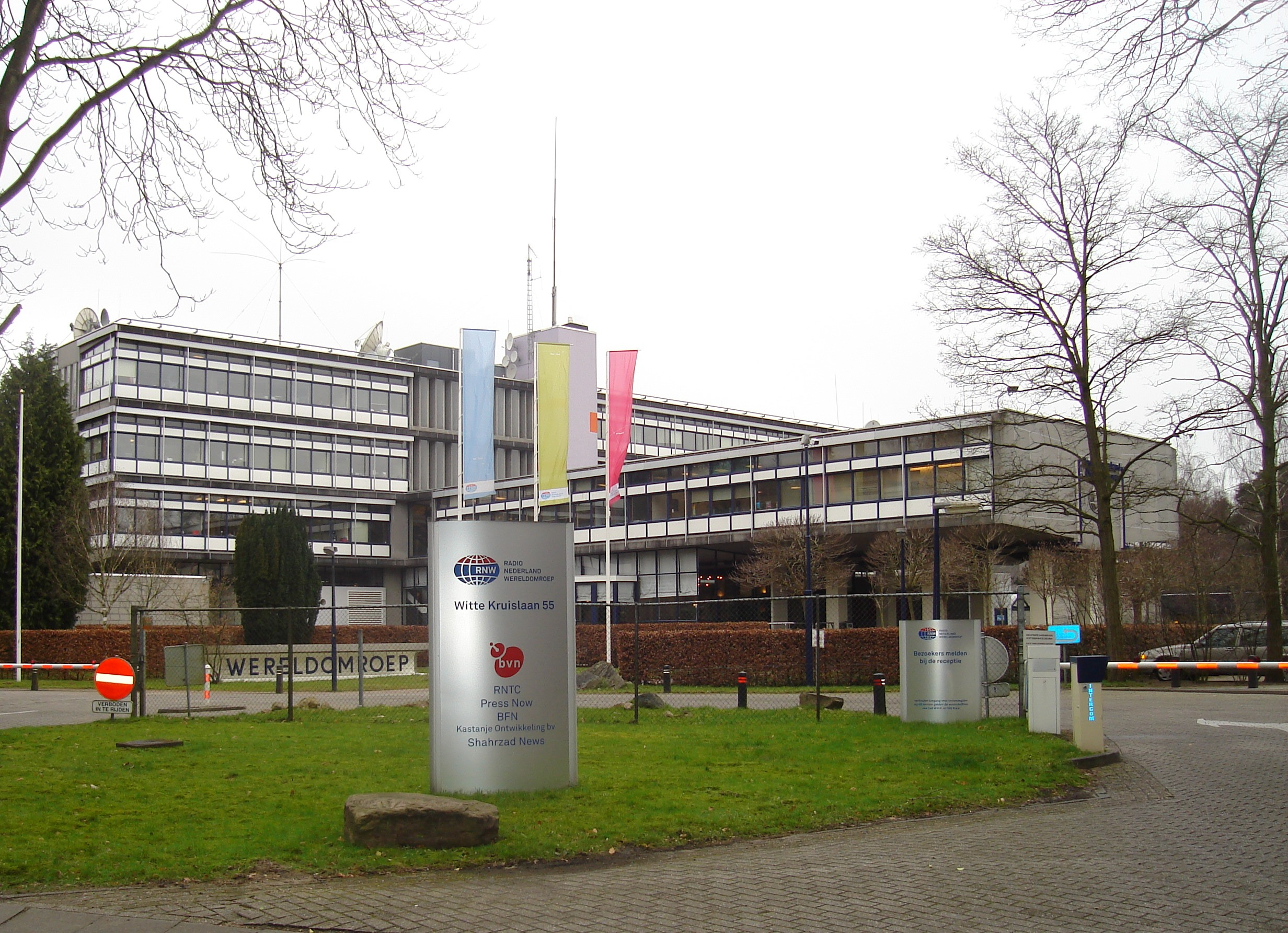
Radio Nederland Weltrundfunkgebäude (1956–1961)

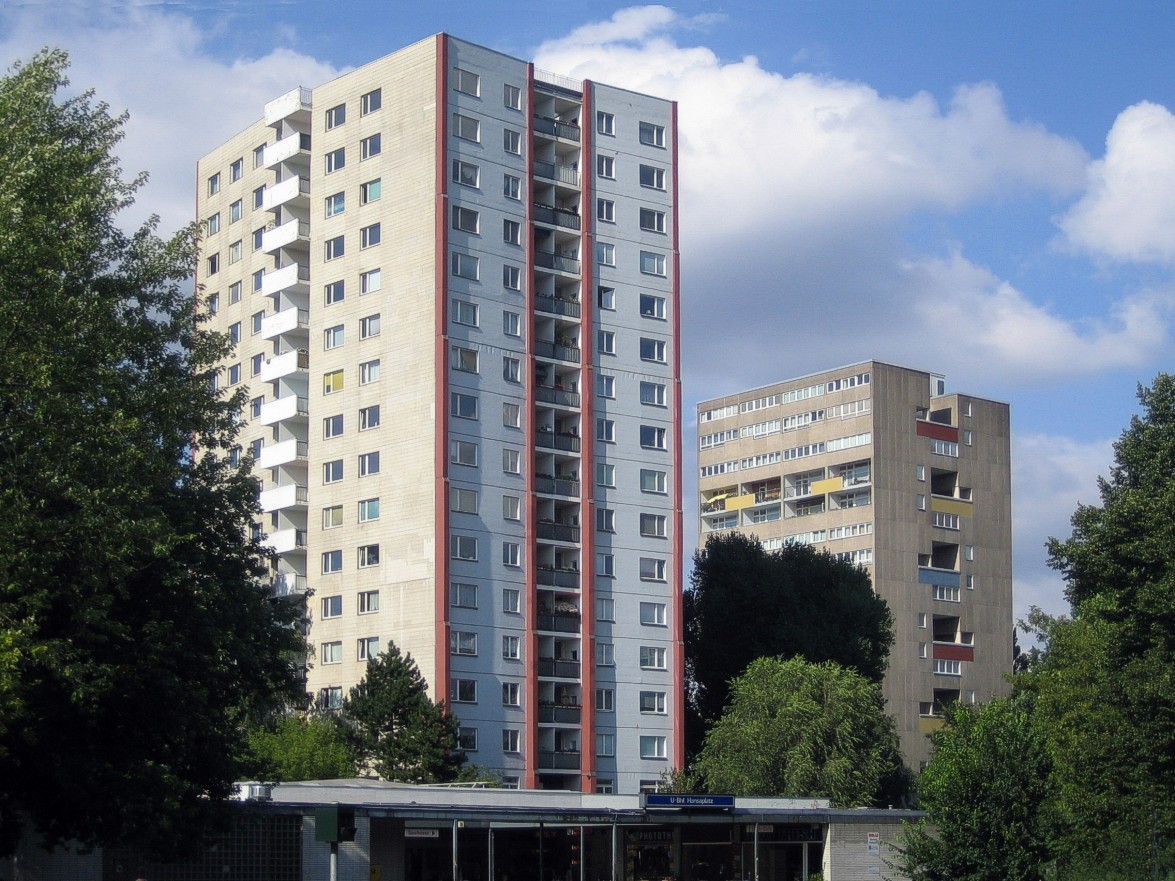
Punkthochhaus (rechts) im Hansaviertel, Berlin (1960)

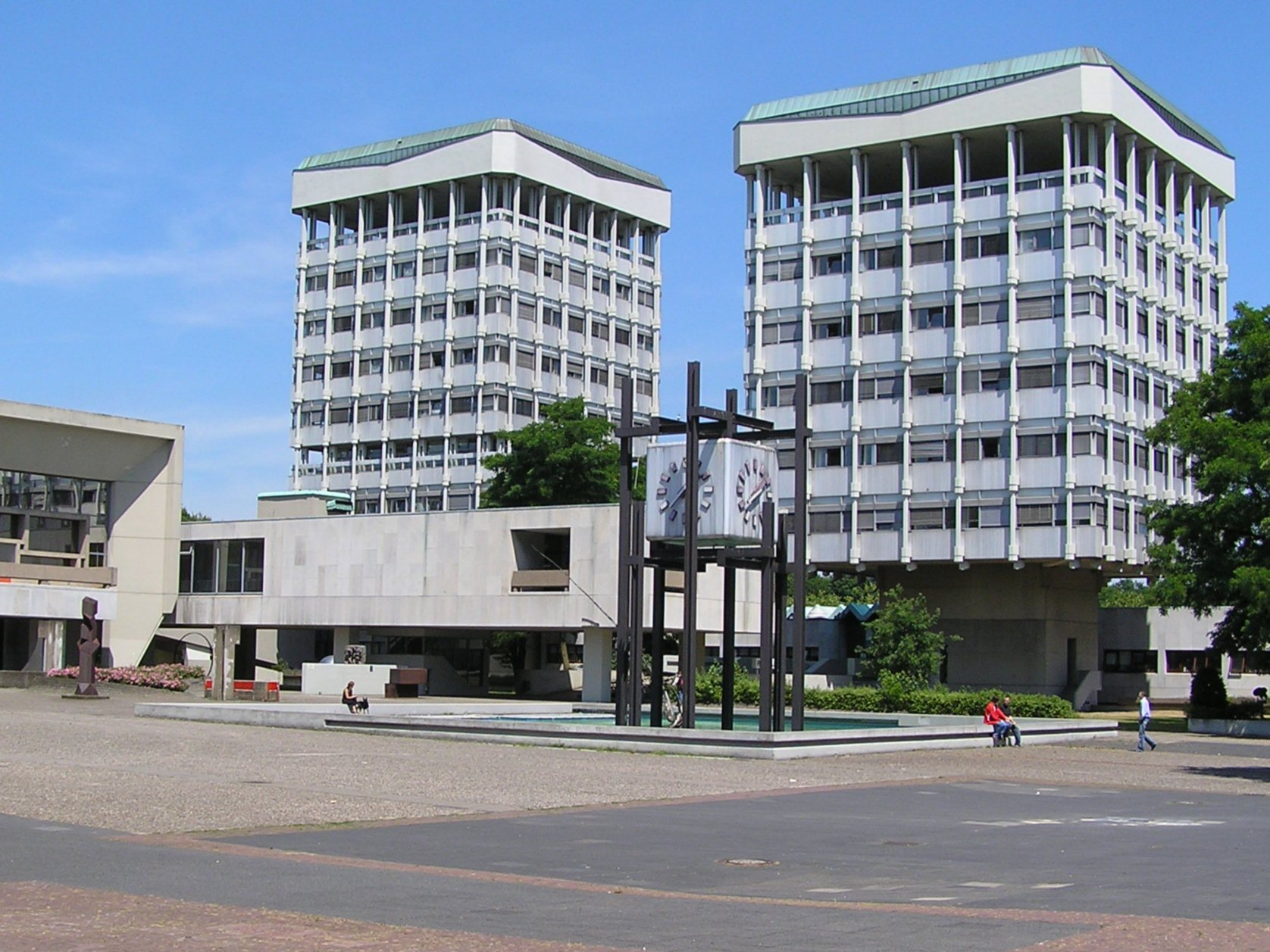
Rathaus in Marl (1960–1965)

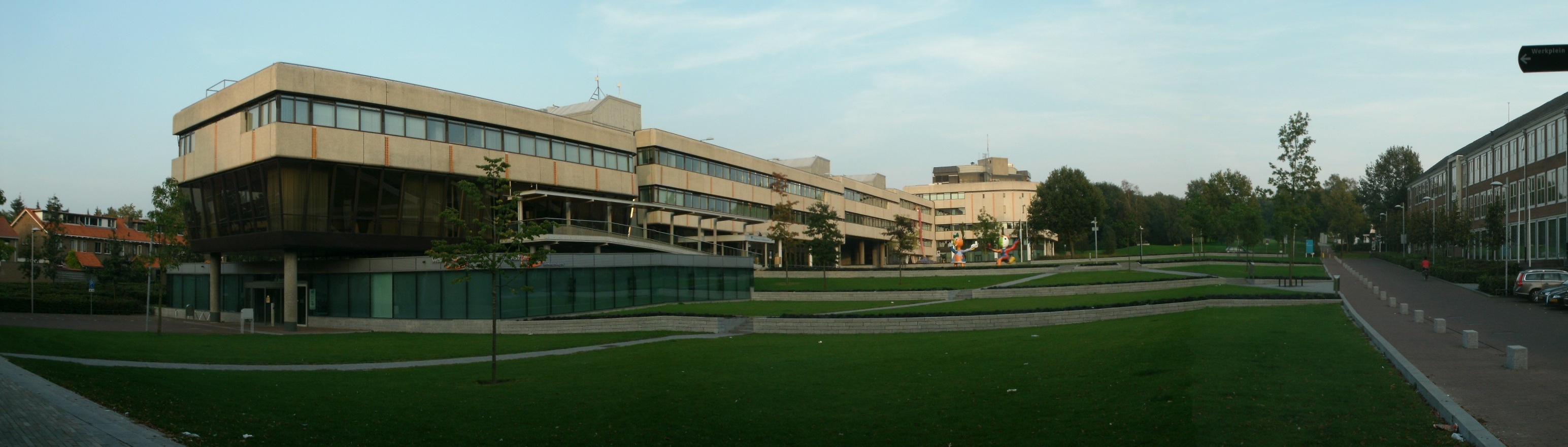
Gemeentehuis Ede (1965–1976)

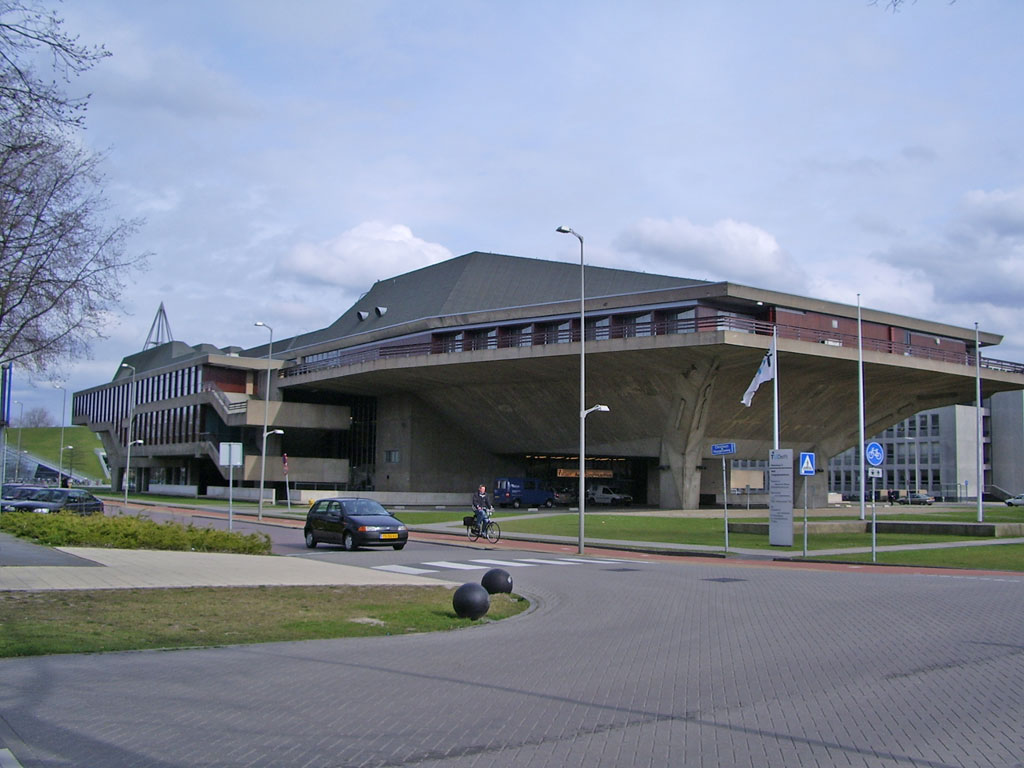
Aula TU Delft (1966)

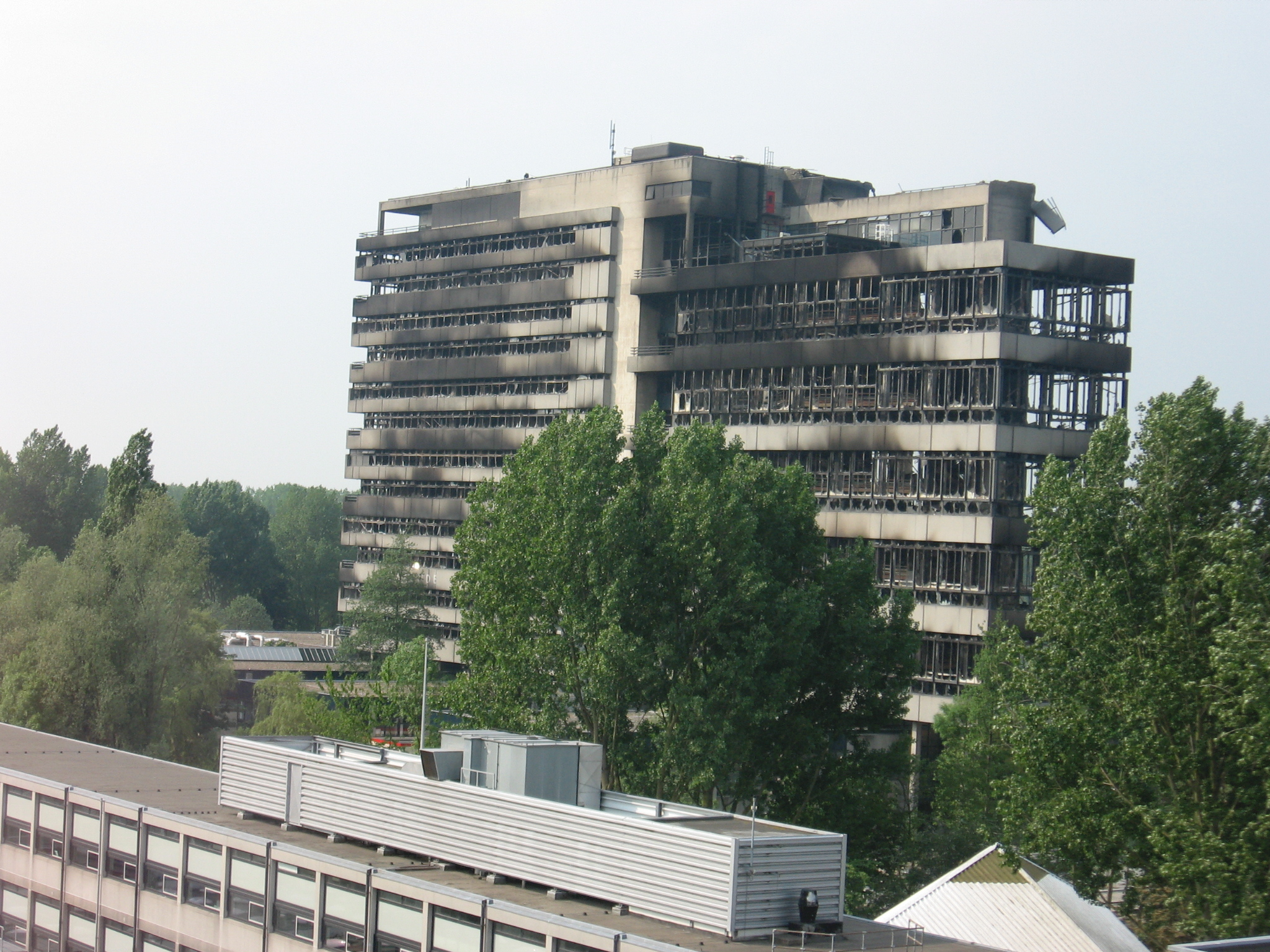
Architekturfakultät der TU Delft (1970)

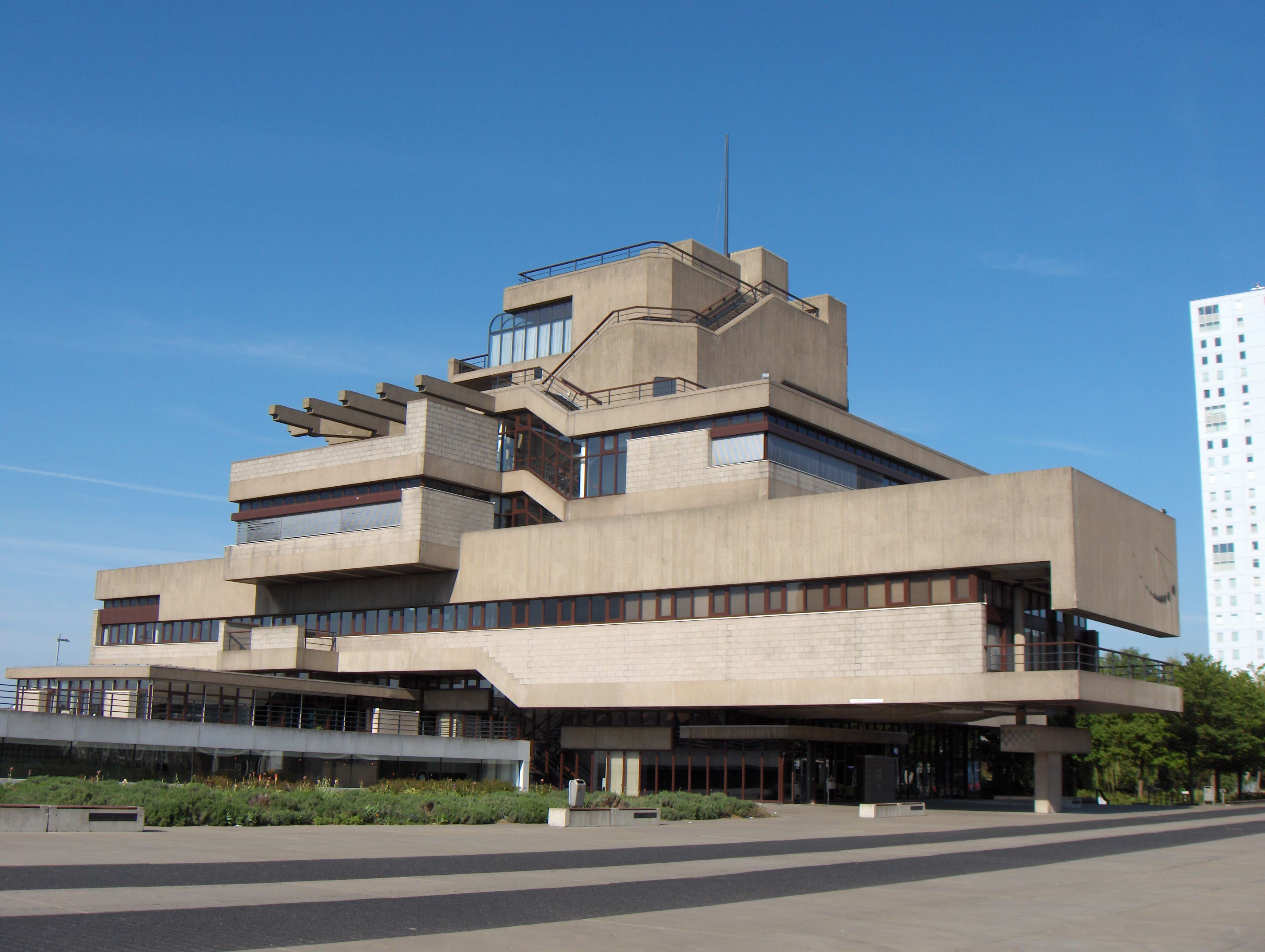
Rathaus Terneuzen 1973

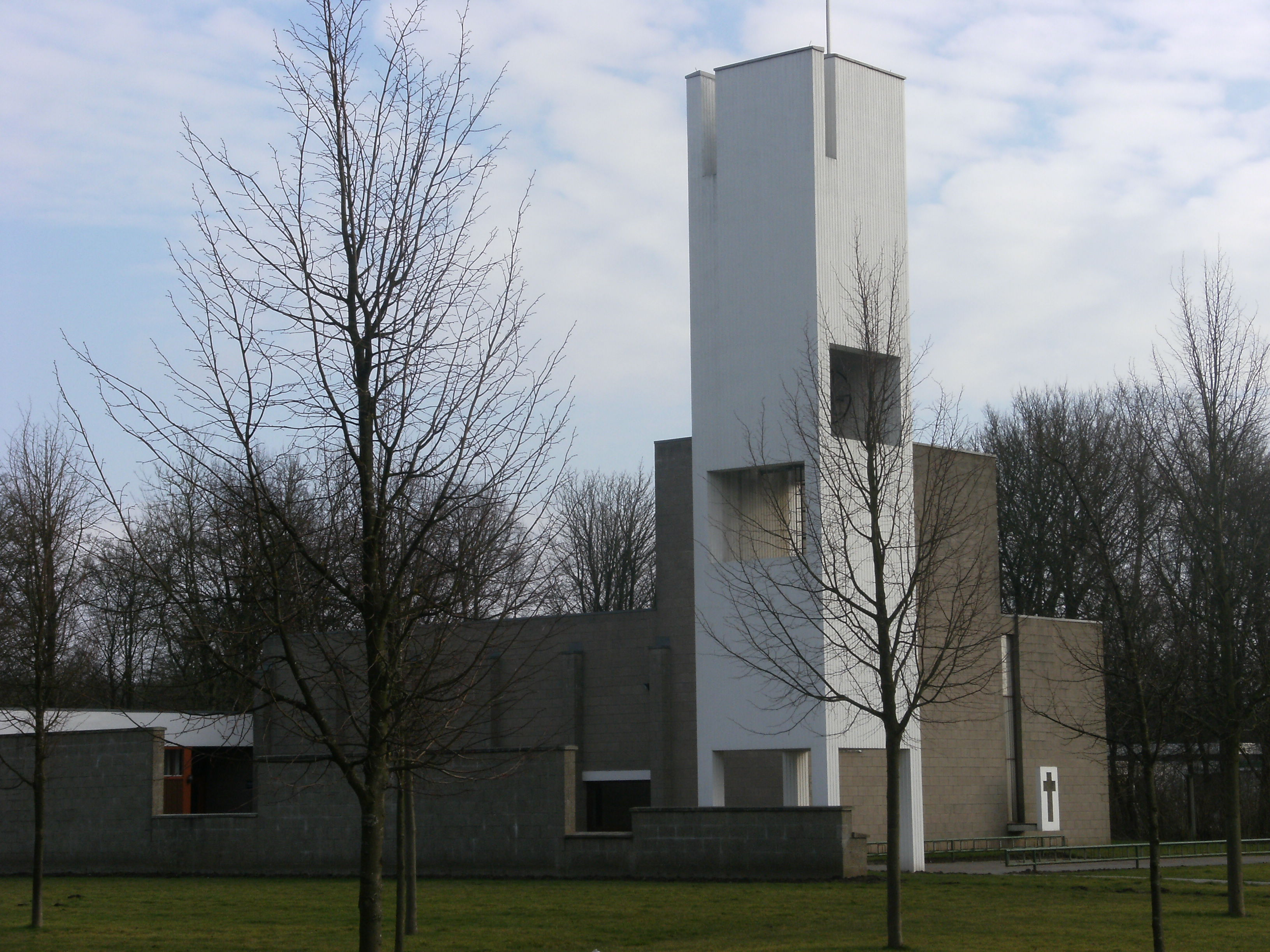
Kirche in Nagele (1954–1958)

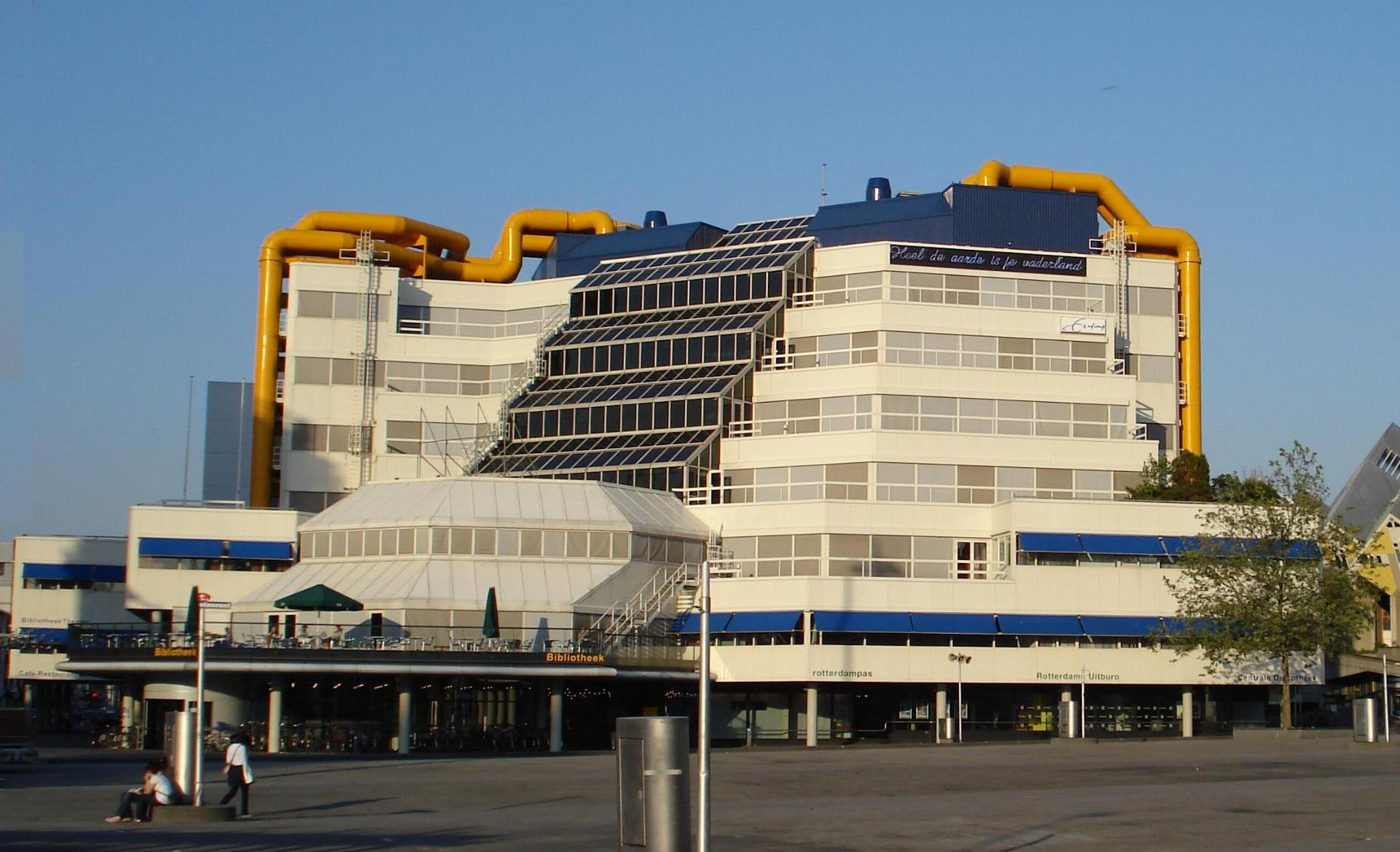
Centrale Bibliotheek Rotterdam (1980)

## Leben
Bakema entstammte einfachen Verhältnissen und studierte an der Technischen Schule in Groningen, wo er seine spätere Frau kennenlernte, die dort Kunst studierte und in deren Elternhaus Bakema in Kontakt mit den Ideen Krishnamurtis, van den Leuws und Leendert van der Vlugts kam. Anschließend studierte er an der Akademie in Amsterdam, schloss 1941 sein Studium mit einem Projekt bei Mart Stam ab, und war danach im dortigen Stadtbauamt tätig. Nach dem Zweiten Weltkrieg wechselte er in das Stadtbauamt von Rotterdam und nahm an Sitzungen der CIAM teil. 1948 trat er in das Büro von Michiel Brinkmann und Johannes Hendrik van den Broek ein, das er nach Brinkmanns Tod 1949 mit van den Broek weiterführte. Dieses um 1910 gegründete Büro besteht noch heute.
Mit seinen Entwürfen im Wohnungsbau knüpfte Bakema nach dem Zweiten Weltkrieg an die niederländische Bautradition der frühen 1930er Jahre an. Als Redakteur der Zeitschrift Forum (1959–1963) trug er entscheidend zur Architekturdiskussion in den Niederlanden bei. Die Grundidee vieler seiner Wohnungsbauprojekte ist das wachsende Haus, das ausgehend von einem in Serienproduktion geschaffenen standardisierten Hauskern individuell erweitert werden kann.
1964 wurde er Professor an der Technischen Hochschule Delft und 1965 in Hamburg.

## Auszeichnungen
- 1977 Camillo-Sitte-Preis für Städtebau

## Realisierungen
- 1948–1951: Ladengebäude der Firmen ter Meulen, Wassen und van Vorst in Rotterdam, Bierstraat
- 1949–1953: Ladenzentrum De Lijnbaan in Rotterdam
- 1949–1953: Lichtspielhaus t ́Venster in Rotterdam, Gouvernestraat
- 1950: Kino in Hengelo
- 1950–1958: Siedlung Klein Driene in Hengelo
- 1951: Wohnhaus Hoving in Drachten
- 1951–1953: Werkstatt- und Lagergebäude der „Holland-America-Lijn“ auf dem Wilhelminapier in Rotterdam
- 1956–1961: Weltrundfunkgebäude in Hilversum, Witte Kruislaan 55
- 1956–1965: Wohngebiet Leeuwarden Nord
- 1951–1962: Laborgebäude der Technischen Universität Delft
- 1954–1958: Ladenzentrum und Kirche in Nagele
- 1955–1959: Terrassenhaussiedlung Vrederust Ost in Den Haag
- 1957: Dachpavillon auf dem Kaufhaus Galeries Modernes in Rotterdam[3]
- 1957: Wohnhaus mit Büro in Nagele, Noordoostpolder[4]
- 1957: Umbau des Rathauses in Brielle
- 1957–1959: Regionalplanung für Nord-Kennemerland (mit J. M. Stokla)
- 1957–1958: Arztwohnhaus in Middelharnis[5]
- 1957–1960: Wohnhochhaus im Hansaviertel, Berlin-Tiergarten, Bartningallee 7 (mit Johannes Hendrik van den Broek)
- vor 1958: Zeilenwohnbauten in Breda[6]
- 1960: Aussichtsturm Euromast in Rotterdam
- 1960–1965: Rathaus Marl
- 1961: Bebauungsplan für Hamburg-Steilshoop
- 1961: Wohnhaus van Buchem in Rotterdam[7]
- 1961: Wettbewerbsentwurf für das Forum Leverkusen[8]
- 1961: Wettbewerbsentwurf für die Planung der Neuen Stadt Wulfen[9]
- 1962: Siedlung Eindhoven-Woensel (Projekt)
- 1962: Werkhalle der Fa. Welzenes in Spijkenisse[10]
- 1963: Reformierte Kirche in Schiedam
- 1963–1972: Rathaus in Terneuzen
- 1964–1966: Studentenclub Hermes in Rotterdam
- 1964–1966: Wohnhaus Valk in Nieuwerkerk aan den IJssel
- 1965: Studienprojekt Pampus
- 1965–1967: Wohnhaus Van Ierland in Rotterdam
- 1965–1976: Rathaus in Ede
- 1966: Aula der TU Delft
- 1966–1974: Krankenhaus in Apeldoorn
- 1968–1970: Niederländischer Pavillon der Weltausstellung Osaka
- 1969–1975: Freizeitzentrum Bos en Strand in Horst-America
- 1970: Architekturfakultät der TU Delft (2008 abgebrannt)
- 1970–1972: Rechenzentrum in Amstelveen[11]
- 1971–1976: Erasmus – Colleg in Zoetermeer
- 1973: Haus Seckendorff auf den Bahamas
- 1973: Städtisches Zentrum Eindhoven (mit Herman Hertzberger)
- 1980: Zentralbibliothek Rotterdam